# Katedrala sv. Vida u Rijeci
Katedrala sv. Vida je katedralna crkva u Rijeci, prvostolnica Riječke nadbiskupije. Sagrađena je kao samostanska crkva riječkih isusovaca, na mjestu srušene crkvice posvećene zaštitniku Rijeke svetom Vidu. Srednjovjekovna Rijeka zvala se po njemu Rika svetoga Vida, na latinskom Terra Fluminis sancti Viti, a na njemačkom St. Veit am Pflaum.

## Povijest
Gotov projekt za gradnju, koja je počela 15. lipnja 1638. godine, donijeli su isusovci. U kamen temeljac isusovci su dali uklesati ime cara, rektora Kolegija, sudaca i rektora Vijeća i ime graditelja Francesca Olivieria. Gradnja je s prekidima trajala stotinu godina. Kupolu i oratorije za redovnike na prvom katu izgradio je arhitekt Bernardin Martinuzzi 1727. godine. Ta reprezentativna građevina ima dodirnih točaka s venecijanskom crkvom Sta Maria della Salute. Crkva svetog Vida građena je sredstvima legata grofice Ursule Thanhausen i od prihoda Kastavske gospoštije koja je bila infeudirana riječkom kolegiju.
U unutrašnjosti crkve sv. Vida dominiraju moćni stupovi što podupiru lukove kapela u kojima su smješteni višebojni mramorni oltari. Oltare su radili poznati barokni oltaristi Leonardo Pacassi, Pasquale Lazzarini i Antonio Michelazzi, u razdoblju između 1696. i 1740. godine. Propovjedaonicu, djelo zrelobarokne umjetnosti, izradio je 1731. godine Antonio Michelazzi. Na glavnom oltaru izloženo je reinsko - gotičko Raspeće iz 13. stoljeća dok je oltar 1711. izradio kipar Pasquale Lazzarini. Sa strana oltara su kipovi svetog Vida i svetog Modesta. Uz izloženo Raspeće vezuje se legenda prema kojoj je 1296. godine neki Petar Lončarić u ljutnji zamahnuo kamenom i udario Kristovo tijelo na Raspeću, koje je stajalo u trijemu pred starom crkvom sv. Vida. Iz tijela Kristova "kao iz živog mesa" potekla je krv, koja je sačuvana u ampuli. Od tada se u Rijeci stvorio kult "čudotvornog Raspeća", koji su isusovci pojačali kao protutežu kultu Gospe Trsatske.
Izgled crkve se od 18. stoljeća nije bitno mijenjao, iako je bilo nekoliko obnova. Do crkve je 1727. godine podignut nizak zvonik, preko čijega se prvog kata komuniciralo sa zgradom Kolegija. Nakon što je srušen Kolegij, ulazni portal je ukomponiran u novu kanoničku kuću. Arhitekt Bruno Angheben je 1933. godine zaklonio istočno pročelje zvonika.
Papa Ivan Pavao II. je 8. lipnja 2003. godine pred katedralom blagoslovio katedralni kaptol, svećenstvo i prisutni narod.

## Ukopi
- Emmanuel-François de Bausset-Roquefort, francuski biskup (umro u Rijeci, protjeran iz Francuske za revolucije)[1]

## Vanjske poveznice
|  | Zajednički poslužitelj ima još gradiva o temi Katedrala sv. Vida u Rijeci |